# 시스터 스패로 & 더 더티 버드
시스터 스패로 & 더 더티 버드(Sister Sparrow & the Dirty Birds)는 뉴욕 브루클린 출신의 7인조 소울, 록 밴드이다. 시스터 스패로는 알리 킨치로이를 가리킨다.